# Assedio di Mitilene
L'assedio di Mitilene da parte dell'esercito romano si svolse nell'81 a.C., e vide il successo di taluno sugli abitanti della città.

## Contesto storico
Il problema che Roma aveva con i pirati che infestavano il Mar Egeo perdurava da molto tempo, e Mitilene era sospettata di aiutarli attivamente; essa si era inoltre rivoltata contro l'amministrazione finanziaria, dei Romani. Lucio Licinio Lucullo, che si trovava lì per riscuotere i tributi, cercò di risolvere la faccenda diplomaticamente, ma non riuscì nell'intento. Di conseguenza il propretore della provincia d'Asia Marco Minucio Termo inviò un giovane Gaio Giulio Cesare, che agiva come suo legatus e sorta di ambasciatore, alla corte del sovrano del regno cliente di Bitinia Nicomede Filopatore, poiché egli aveva promesso di mandare delle navi qualora fosse stato necessario e/o richiesto, e tuttavia tergiversava nel consegnarle.

## Assedio
Le truppe romane assieme alla flotta di Nicomede si diressero dunque a Lesbo, con Minucio Termo che guidava i soldati e lo stesso Cesare coordinatamente a Lucullo. Ci fu una prima battaglia campale al di fuori delle mura di Mitilene, terminata coi ribelli che furono sconfitti e ricacciati all'interno, dunque per qualche giorno la si iniziò ad assediare. In questi frangenti Cesare, al suo primo incarico militare, combatté con grande coraggio e salvò anche la vita a un cittadino romano. Dopodiché a Lucullo venne l'idea di fingere una rinuncia, e il propretore Termo acconsentì al suo piano. Quindi ingannarono il nemico sgomberando il castrum, per poi simulare un ritiro con la flotta. Quando i mitileniesi entrarono nell'accampamento furono sopraffatti da un'imboscata, che sostanzialmente mise fine alle ostilità e sancì la riuscita dell'operazione.

## Conseguenze
In seguito gli aristocratici della città convinsero la Repubblica del loro sostegno a essa, e per le sue azioni a Cesare venne tributata la corona civica. Soltanto nel 79 a.C. Roma annesse completamente Lesbo, includendola nell'Asiana come lo era già da prima Mitilene, con questa che restava il suo maggiore centro abitato, destinato a fiorire sotto il governo romano.

### Fonti
- (EN) Lee Fratantuono, Lucullus, The Life and Campaigns of a Roman Conqueror, 2017.
- (LA) Gaio Svetonio Tranquillo, De vita Caesarum, 119/122.
- (IT) Luciano Canfora, Giulio Cesare. Il dittatore democratico, 1999.
- (EN) Philip de Souza, Piracy in the Graeco-Roman World, 2002.